# باتريك رايت
باتريك رايت (بالإنجليزية: Patrick Wright)‏ هو مجدف بريطاني، ولد في 20 مايو 1945 في نوتنغهام في المملكة المتحدة.

## وصلات خارجية
- باتريك رايت على موقع الاتحاد الدولي للتجديف (الإنجليزية)
- باتريك رايت على موقع أوليمبيديا (الإنجليزية)